# Gibbula cineraria
Gibbula cineraria là một loài ốc biển, là động vật thân mềm chân bụng sống ở biển nằm trong họ Trochidae, họ ốc đụn.

## Hình ảnh

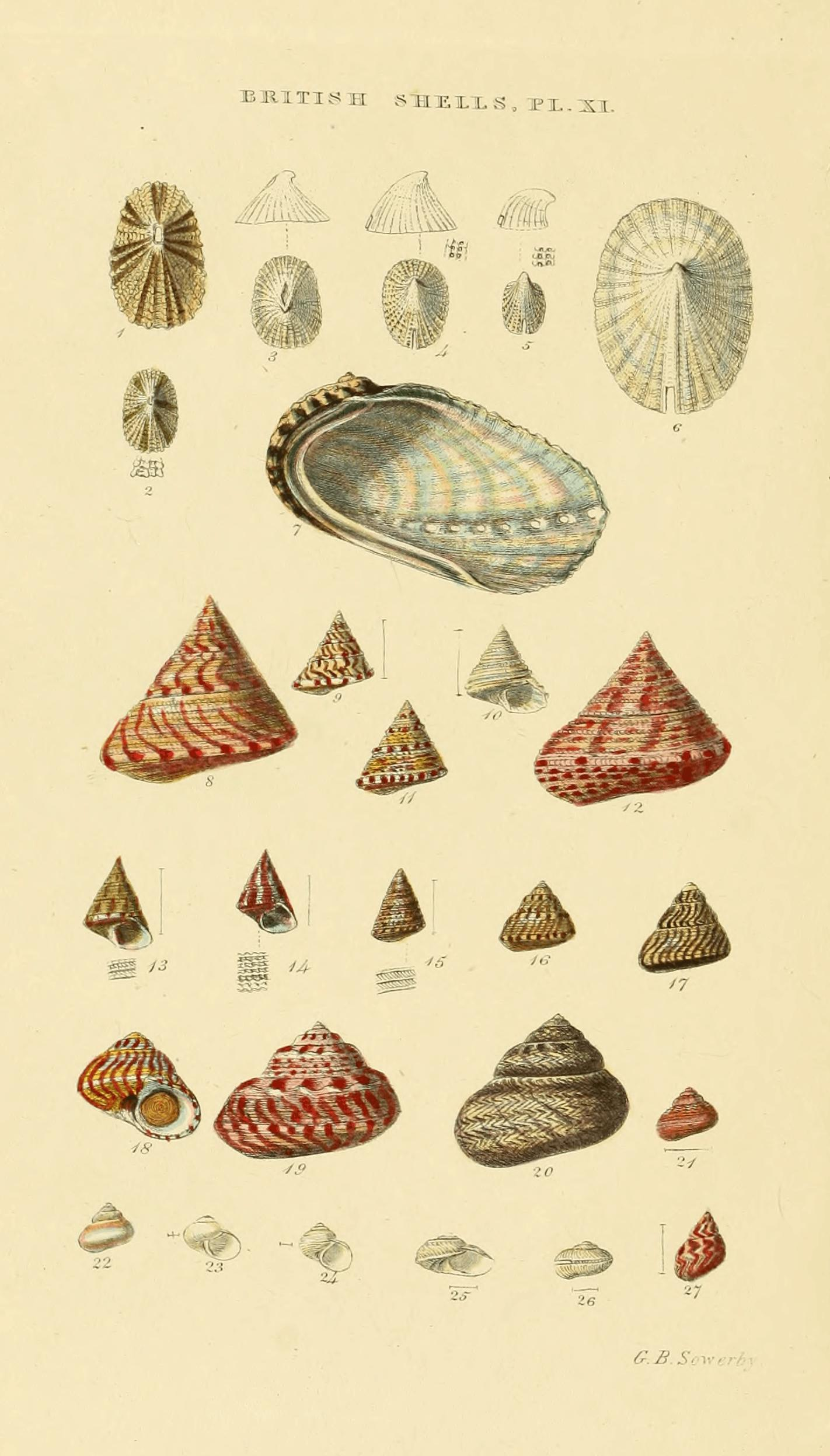